# Belladonna (pornoherečka)

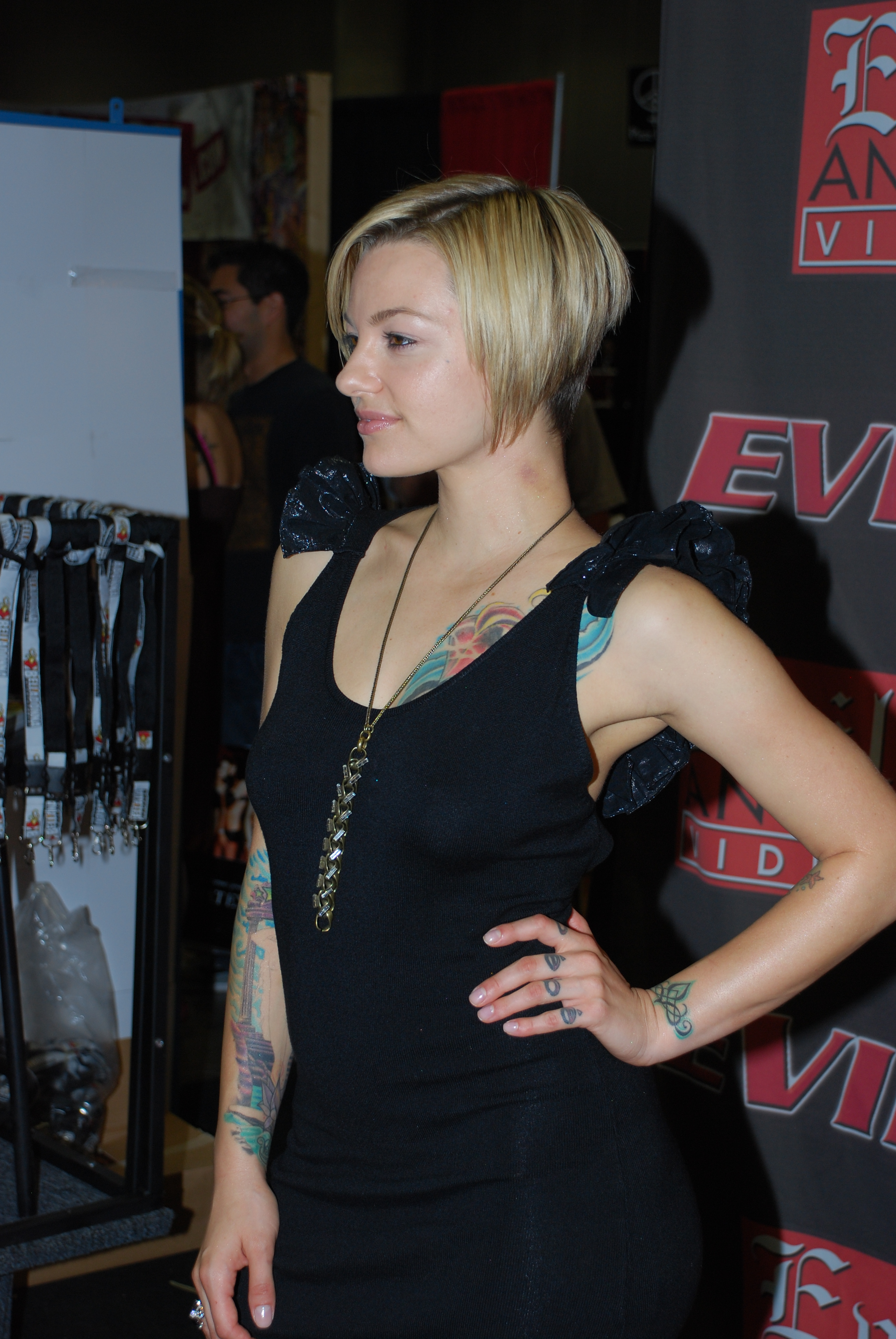
Belladonna v Los Angeles v roce 2009.

Michelle Anne Sinclair (* 21. května 1981), známá především jako Belladonna, je americká pornoherečka a producentka pornografických filmů.

## Biografie
Michelle Anne Sinclair se narodila v Biloxi, ve státě Mississippi jako jedna ze sedmi dětí rodině s německými, skotskými a Cherokee předky. Její první polibek zažila ve dvanácti, ve třinácti měla své první tetování, a ve věku čtrnácti let měla svůj první pohlavní styk. Později zanechala střední školy a ve věku patnácti let se odstěhovala z domu jejích rodičů. Po krátkou dobu pobývala ve státě Utah  a vyrůstala v mormonské víře. Před tím než začala pracovat v pornografickém průmyslu byla zaměstnána u 7-11, Victoria’s Secret, Sears a Subway.
Zmínkou stojí, že se rovněž živila jako tanečnice v klubech po Utahu.

### Kariéra
Přes její přátelé v Utahu se seznámala s manažerem, který pracoval v pornografickém průmyslu, následující den odcestovala do Los Angeles. V osmnácti letech začala jako erotická modelka a následně se začaly hrnout další nabídky. Debutovala snímkem Real Sex Magazine, kde bylo zapotřebí klystýru, jelikož se jednalo o její první análovou scénu. Ve snímku rovněž byla požádána, aby močila na jiného herce.
Od té doby se objevila na více než 300 snímcích, mezi které patří jména jako Service Animals 6 & 7, She-Male Domination Nation, Bella Loves Jenna, My Ass Is Haunted, Weapons of Ass Destruction a Belladonna's Butthole Whores.

## Ocenění
- 2002 AVN Award za Best All-Sex Video – Buttwoman Iz Bella
- 2003 AVN Award za Best All-Girl Sex Scene (Film) – The Fashionistas
- 2003 AVN Award za Best Oral Sex Scene (Film) – The Fashionistas
- 2003 AVN Award za Best Supporting Actress (Film) – The Fashionistas
- 2003 AVN Award za Best Tease Performance – The Fashionistas
- 2004 Night Moves Award for Best Gonzo – Belladonna's Evil Pink
- 2004 AVN Award za Best Couples Sex Scene – Back 2 Evil
- 2005 AVN Award za Best All-Girl Feature – ConnASSeur
- 2006 AVN Award za Best All-Girl Feature – Belladonna's Fucking Girls
- 2006 XRCO Award za Best Girl/Girl Movie – Belladonna's Fucking Girls
- 2006 F.A.M.E. za Favorite Gonzo Movie – Belladonna: No Warning
- 2007 F.A.M.E. Award za Dirtiest Girl in Porn

## Vybraná filmografie
- Bella Loves Jenna
- Belladonna Fucking Girls 5
- Belladonna's Fuck Me
- Fashionistas Safado: The Challenge
- Devil in Miss Jones: The Resurrection
- Pirates 2: Stagnetti's Revenge